# 隆尚 (厄尔省)
隆尚（法語：Longchamps，法語發音：[lɔ̃ʃɑ̃]）是法国厄尔省的一个市镇，属于莱桑德利区。

## 地理
隆尚（49°21'40"N, 1°37'31"E）面积15.43 平方千米，位于法国诺曼底大区厄尔省，该省份为法国北部内陆省份，北起滨海塞纳省，西接奧恩省和卡爾瓦多斯省，南至厄尔-卢瓦省，东临瓦兹省、瓦兹河谷省和伊夫林省。
与隆尚接壤的市镇（或旧市镇、城区）包括：贝聚拉福雷、韦克桑地区杜多维尔、埃特雷帕尼、厄迪库尔、迈讷维尔、梅尼勒苏维埃纳、莫尔尼、韦克桑地区诺容。

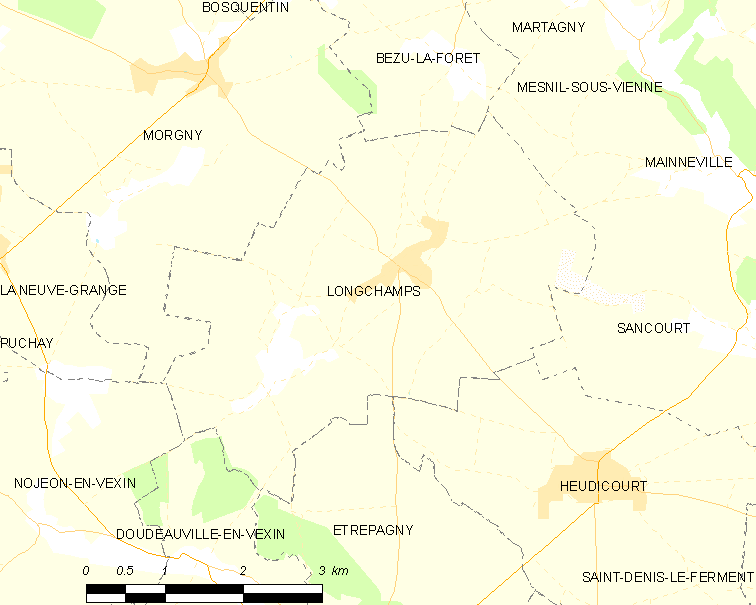
的OSM定位图

隆尚的时区为UTC+01:00、UTC+02:00（夏令时）。

## 行政
隆尚的邮政编码为27150，INSEE市镇编码为27372。

## 政治
隆尚所属的省级选区为日索尔县。

## 人口

1962-2008年间人口变化图示

隆尚于2022年1月1日时的人口数量为685人。